# Harvest Moon: Hero of Leaf Valley
Harvest Moon: Hero of Leaf Valley (牧場物語シュガー村と皆の願い?, Bokujō Monogatari: Sugar Mura to Minna no Negai) è un videogioco del 2009 di genere simulatore di vita sviluppato da Marvelous Entertainment per PlayStation Portable. Appartenente alla serie Harvest Moon, durante la localizzazione per il mercato statunitense il gioco ha visto la modifica da parte di Natsume dell'aspetto di uno dei personaggi a causa della somiglianza con lo stereotipo dei nativi Africani.

## Accoglienza
La rivista Play Generation diede al gioco un punteggio di 70/100, trovando gli aspetti legati al farming e all'interazione tra i personaggi funzionanti al punto giusto mentre deludevano i controlli ed i terribili caricamenti.